# كونستراكتا
كونستراكتا (مواليد 12 أكتوبر 1978) هي مغنية وكاتبة أغاني صربية، مثلت صربيا في مسابقة الأغنية الأوروبية لعام 2022 وحصلت على المركز الخامس.

## روابط خارجية
- كونستراكتا على موقع IMDb (الإنجليزية)
- كونستراكتا على موقع ميوزك برينز (الإنجليزية)
- كونستراكتا على موقع أول ميوزيك (الإنجليزية)
- كونستراكتا على موقع ديسكوغز (الإنجليزية)